# 中国人民解放军陆军合成第一九六旅
合成第一九六旅（英語：196th Combined Arms Brigade）代号66481部队，又名“忠诚猛士”，是中国人民解放军陆军第八十二集团军下辖的一个轻型合成旅，驻地北京市房山区和丰台区。

## 历史概述
该旅前身为1946年7月成立的冀晋军区独立第一旅，后整编为第六十六军第一九六师。
1948年1月保北战役中，重创中华民国陆军的王牌军35军军部，击毙其参谋长，逼迫中将军长鲁英麟自杀。建国后连续5年参加国庆受阅，1985年整编前，一直是陆军甲种师。在此之前，该师扼守津门，深受重视，武器装备的改装、换装特别予以优先。这支部队先后接待了160个国家和地区的外宾，近2000批53000人次，成为中国人民解放军接待外宾最多的“窗口”部队。
1998年，全师缩编为摩托化步兵旅，2017年改为轻型合成旅。

## 沿革
参考资料：
| 部隊番號                 | 使用時期              |
| ------------------------ | --------------------- |
| 冀晋军区独立第一旅       | 1946年7月-1948年5月   |
| 华北军区第一旅           | 1948年5月-1949年2月   |
| 中国人民解放军第一九六师 | 1949年2月-1960年1月   |
| 陆军第一九六师           | 1960年1月-1985年10月  |
| 步兵第一九六师           | 1985年10月-1998年10月 |
| 摩托化步兵第一九六旅     | 1998年10月-2017年4月  |
| 合成第一九六旅           | 2017年4月至今         |

## 荣誉
- 势如破竹的十九团：前摩步第一九六师第五八六团